# Île aux Champignons
L'île aux Champignons est une île rocheuse de l'archipel de Pointe-Géologie (terre Adélie), situé en mer Dumont-d'Urville au large du continent antarctique.

## Description
Cette île est située au nord de l'île du Gouverneur, dans la baie Pierre-Lejay. Elle tient son nom des formations de 
glace dues au gel des embruns qui la recouvrent durant l'hiver et qui présentent l'aspect d'énormes champignons.